# Marzia Peretti
Marzia Peretti (* 19. Juni 1965 in Turin) ist eine ehemalige italienische Eisschnellläuferin und Shorttrackerin.

## Werdegang
Peretti wurde im Eisschnelllauf viermal italienische Meisterin im Mini-Mehrkampf (1980–1983) und einmal im Sprint-Mehrkampf (1981). International startete sie erstmals in der Saison 1979/80. Dabei kam sie bei der Sprintweltmeisterschaft 1980 in West Allis auf den 22. Platz im Sprint-Mehrkampf und bei den Juniorenweltmeisterschaften 1980 in Assen auf den 21. Platz im Mini-Mehrkampf. Beim Saisonhöhepunkt, den Olympischen Winterspielen im Februar 1980 in Lake Placid, errang sie den 36. Platz über 1000 m. Im folgenden Jahr lief sie bei der 3-Bahnen-Tournee in Innsbruck auf den dritten Platz im Sprint-Mehrkampf und bei den Juniorenweltmeisterschaften in Elverum auf den 17. Platz im Mini-Mehrkampf. Nach zweiten Plätzen bei der 3-Bahnen-Tournee in Inzell im  Mini-Mehrkampf sowie in Innsbruck im Sprint-Mehrkampf zu Beginn der Saison 1981/82, belegte sie bei der Mehrkampfweltmeisterschaft 1982 in Inzell den 19. Platz im Mini-Mehrkampf und bei der Sprintweltmeisterschaft 1982 in Alkmaar den zehnten Rang. Zudem wurde sie bei den Juniorenweltmeisterschaften 1982 in Innsbruck Sechste im Mini-Mehrkampf. In der folgenden Saison siegte sie bei der 4-Bahnen-Tournee in Madonna di Campiglio im Sprint-Mehrkampf und erreichte in Inzell den zweiten Platz im Mehrkampf. Zudem lief sie bei den Juniorenweltmeisterschaften 1983 in Sarajevo auf den 11. Platz im Mini-Mehrkampf, bei der Mehrkampfweltmeisterschaft 1983 in Karl Marx Stadt auf den 25. Rang im Kleinen Vierkampf und bei der Sprintweltmeisterschaft 1983 in Helsinki auf den 12. Platz. In ihrer letzten Saison als aktive Sportlerin 1983/84 belegte sie bei der Mehrkampfeuropameisterschaft 1984 in Alma-Ata den 24. Platz im Kleinen Vierkampf und bei den Olympischen Winterspielen 1984 in Sarajevo den 33. Platz über 1000 m sowie den 17. Rang über 500 m.
Im Shorttrack nahm Peretti von 1979 bis 1981 an drei Shorttrack-Weltmeisterschaften teil. Dabei gewann sie bei den Shorttrack-Weltmeisterschaften 1980 in Mailand die Goldmedaille mit der Staffel und errang im Mehrkampf den fünften Platz. Ihr Bruder Roberto Peretti war ebenfalls im Eisschnelllauf und im Shorttrack aktiv.

## Erfolge

### Olympische Spiele
- 1980 Lake Placid: 36. Platz 1000 m
- 1984 Sarajevo: 17. Platz 500 m, 33. Platz 1000 m

### Mehrkampf-Weltmeisterschaften
- 1982 Inzell: 19. Platz Mini-Mehrkampf
- 1983 Karl Marx Stadt: 25. Platz Kleiner Vierkampf

### Sprint-Weltmeisterschaften
- 1980 West Allis: 22. Platz Sprint-Mehrkampf
- 1982 Alkmaar: 10. Platz Sprint-Mehrkampf
- 1983 Helsinki: 12. Platz Sprint-Mehrkampf

### Mehrkampf-Europameisterschaften
- 1984 Almaty: 24. Platz Kleiner Vierkampf

### Shorttrack-Weltmeisterschaften
- 1980 Mailand: 1. Platz Staffel, 5. Platz Mehrkampf

## Persönliche Bestleistungen im Eisschnelllauf
| Disziplin | Zeit        | Datum            | Ort                  |
| --------- | ----------- | ---------------- | -------------------- |
| 500 m     | 41,79 s     | 13. März 1981    | Alma-Ata             |
| 1000 m    | 1:26,09 min | 13. Februar 1982 | Inzell               |
| 1500 m    | 2:15,25 min | 15. März 1981    | Alma-Ata             |
| 3000 m    | 4:53,72 min | 7. Januar 1982   | Madonna di Campiglio |
| 5000 m    | 8:33,18 min | 6. Februar 1983  | Madonna di Campiglio |